# Grandigonia
Grandigonia is een uitgestorven geslacht van tweekleppigen uit de  familie van de Iotrigoniidae. 

## Soort
- Grandigonia robinaldina (d'Orbigny, 1844)